# Peter Larsson (Eishockeyspieler)
Peter Larsson (* 9. April 1968 in Södertälje) ist ein ehemaliger schwedischer Eishockeyspieler, der während seiner Karriere unter anderem für die Augsburger Panther und die München Barons aus der Deutschen Eishockey Liga aktiv war.

## Karriere
Larsson begann seine Karriere im Jahr 1984 in seiner Heimatstadt beim schwedischen Erstligisten Södertälje SK. Nachdem er dort zu Beginn häufig in deren Juniorenteam eingesetzt worden war und in der Profimannschaft nur vereinzelt zum Einsatz gekommen war, gehörte er ab der Saison 1987/88 zum Stammkader der Schweden. In der Folgezeit gehörte der Offensivspieler zu den teamintern punktbesten Angreifern. So erzielte er während der Spielzeit 1987/88 in 36 Partien 30 Scorerpunkte. Diese Punktausbeute konnte er daraufhin stetig steigern und zog somit das Interesse anderer schwedischer Klubs und einiger NHL-Scouts auf sich. Während des NHL Entry Draft 1989 waren es die Verantwortlichen der New Jersey Devils, die ihn in der 12. Runde an insgesamt 236. Position auswählten. Larsson wechselte allerdings nicht in die NHL, sondern unterschrieb im Sommer 1990 einen Vertrag beim Brynäs IF. Mit seinem neuen Verein konnte er daraufhin in der Saison 1992/93 die schwedische Meisterschaft gewinnen. Der Linksschütze absolvierte in dieser Spielzeit 44 Ligaspiele und erzielte dabei 40 Punkte. Somit hatte er großen Anteil am Erfolg seiner Mannschaft.
Zur Spielzeit 1996/97 schloss sich der Schwede JYP Jyväskylä aus der höchsten finnischen Liga, der SM-liiga, an. Dort absolvierte er mit 52 Punkten in 54 Spielen eine erfolgreiche Saison und wechselte im darauffolgenden Jahr zum Ligakonkurrenten Tampereen Ilves, mit denen er in der Saison 1997/98 das Play-off-Finale erreichte und dort an Helsingfors IFK scheiterte. Larsson wurde in derselben Spielzeit mit 64 Scorerpunkten in 57 Partien zum Topscorer der Liga und darüber hinaus Spieler des Monats Oktober 1997. Des Weiteren erzielte er mit 42 Assists die meisten der Liga und wurde außerdem von den Fans und Journalisten für das ligainterne All-Star-Game nominiert.
1999 verließ er Tampere und nahm ein lukratives Angebot der Augsburger Panther aus der Deutschen Eishockey Liga an. Auch in Deutschland konnte der mittlerweile 31-jährige überzeugen und punktete in 59 Ligaspielen 74 mal. Der Schwede war mit 51 Assists der Top-Vorlagengeber der Liga und wurde zudem zusammen mit dem Russen Sergej Wostrikow zum besten Offensivspieler der DEL ausgezeichnet. Eine Saison später konnten ihn die Verantwortlichen der München Barons von einem Engagement in München überzeugen und transferierten ihn daraufhin in die bayrische Landeshauptstadt. Larsson unterschrieb einen Einjahresvertrag und erreichte mit den Barons das Play-off-Finale 2001. Dort scheiterte er mit seinem Team an den Adler Mannheim in einer Best-of-Five-Serie mit 1:3 Niederlagen. Zum Ende der Spielzeit wurde sein auslaufender Vertrag nicht verlängert und so kehrte er in seine schwedische Heimat zum Södertälje SK zurück. Dort blieb er bis zum Jahr 2004 und beendete seine aktive Eishockeykarriere anschließend im Alter von 36 Jahren.

## Erfolge und Auszeichnungen
| - 1985: Schwedischer Meister mit dem Södertälje SK - 1993: Schwedischer Meister mit Brynäs IF - 1998: Topscorer der SM-liiga - 1998: Top-Vorlagengeber der SM-liiga | - 1998: Nominierung zum All-Star-Game der SM-liiga - 2000: Top-Vorlagengeber der DEL - 2000: Bester Offensivspieler der DEL - 2001: Deutscher Vizemeister mit den München Barons |